# カタリナ・イヴァノヴィッチ
カタリナ・イヴァノヴィッチ（Katarina Ivanović、セルビア語表記：Катарина Ивановић、1811年5月15日 - 1882年9月22日）は、セルビア人の画家である。近代セルビアの画家としては、最初の女性画家とされる。

## 略歴
現在のハンガリーの町、ヴェスプレームに、セルビア人の両親のもとに生まれ、同じハンガリーのセーケシュフェヘールヴァールで子供時代を過ごした。ペシュトの画家のもとで絵を学び、才能を認められてウィーン美術アカデミーで学んだ。1845年から1846年の間はドイツのミュンヘン美術院で学び、1806年のセルビア人の蜂起によってベオグラードが解放された場面を描き始め、実際にベオグラードを訪れ、1年ほど滞在した。その後はパリやザグレブ、オランダで過ごした。その後は肖像画を描くことが多くなった。
1876年にセルビア科学芸術アカデミー（Српска академија наука и уметности）の会員に選ばれた最初の女性となった。

## 作品

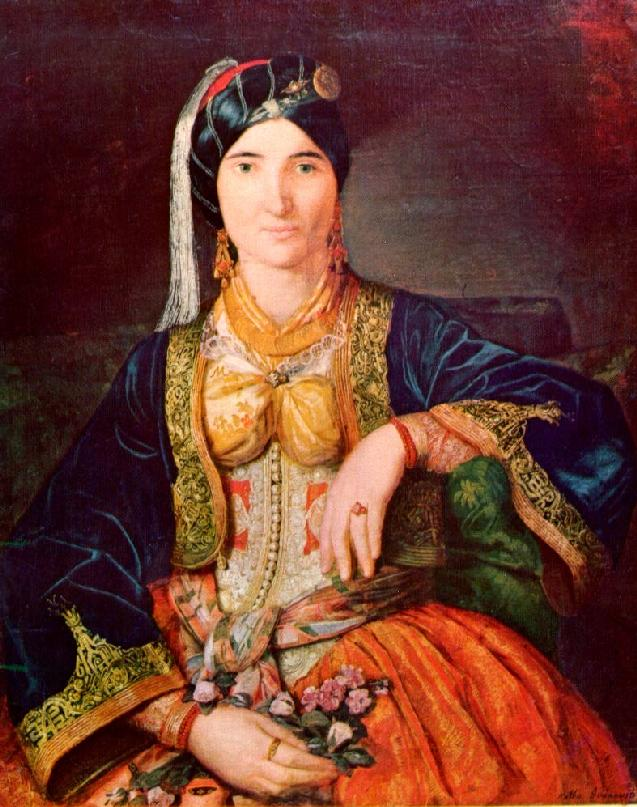
セルビア公妃ペルシダ・ネナドヴィッチ
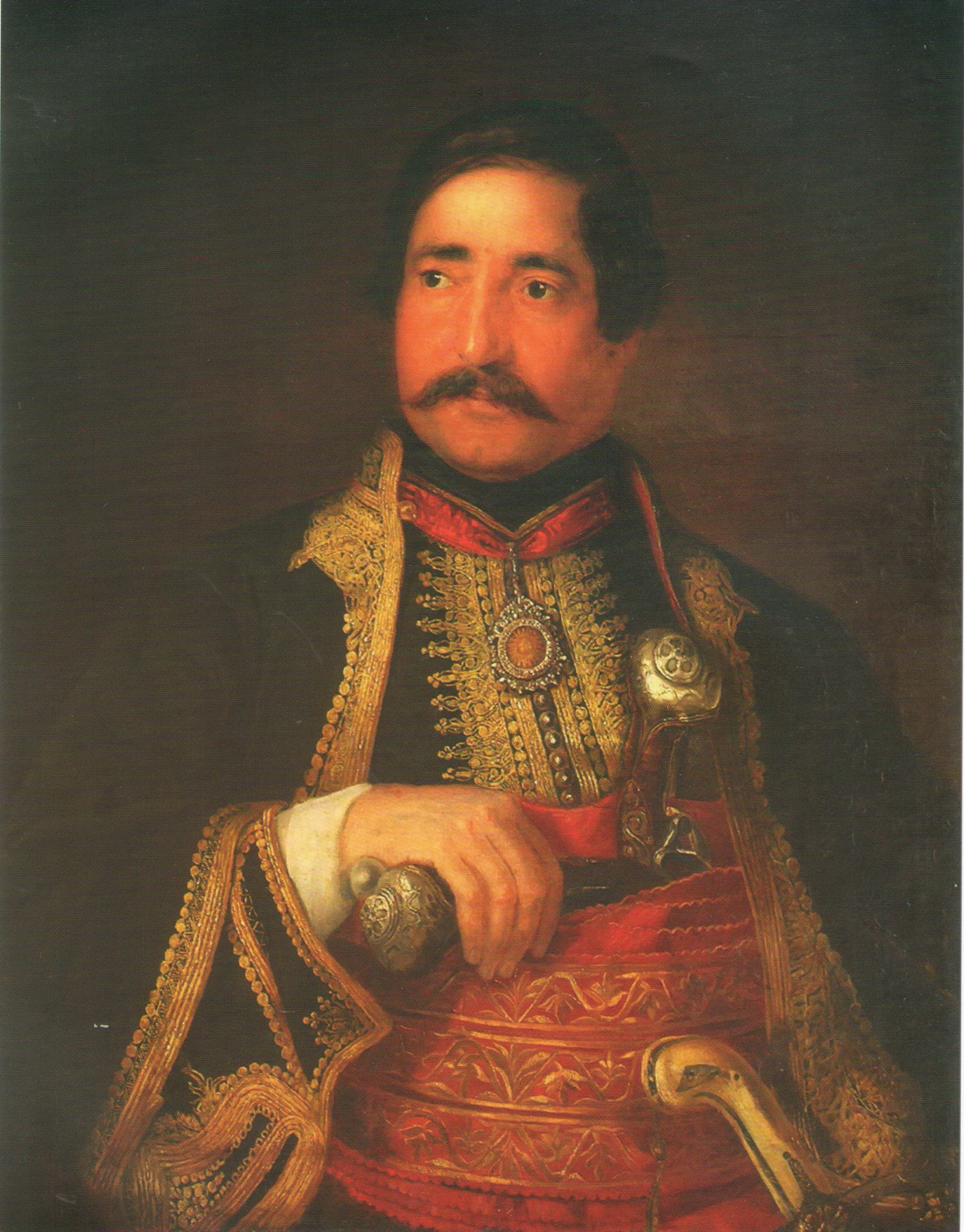
Stevan Knićanin- セルビア領主
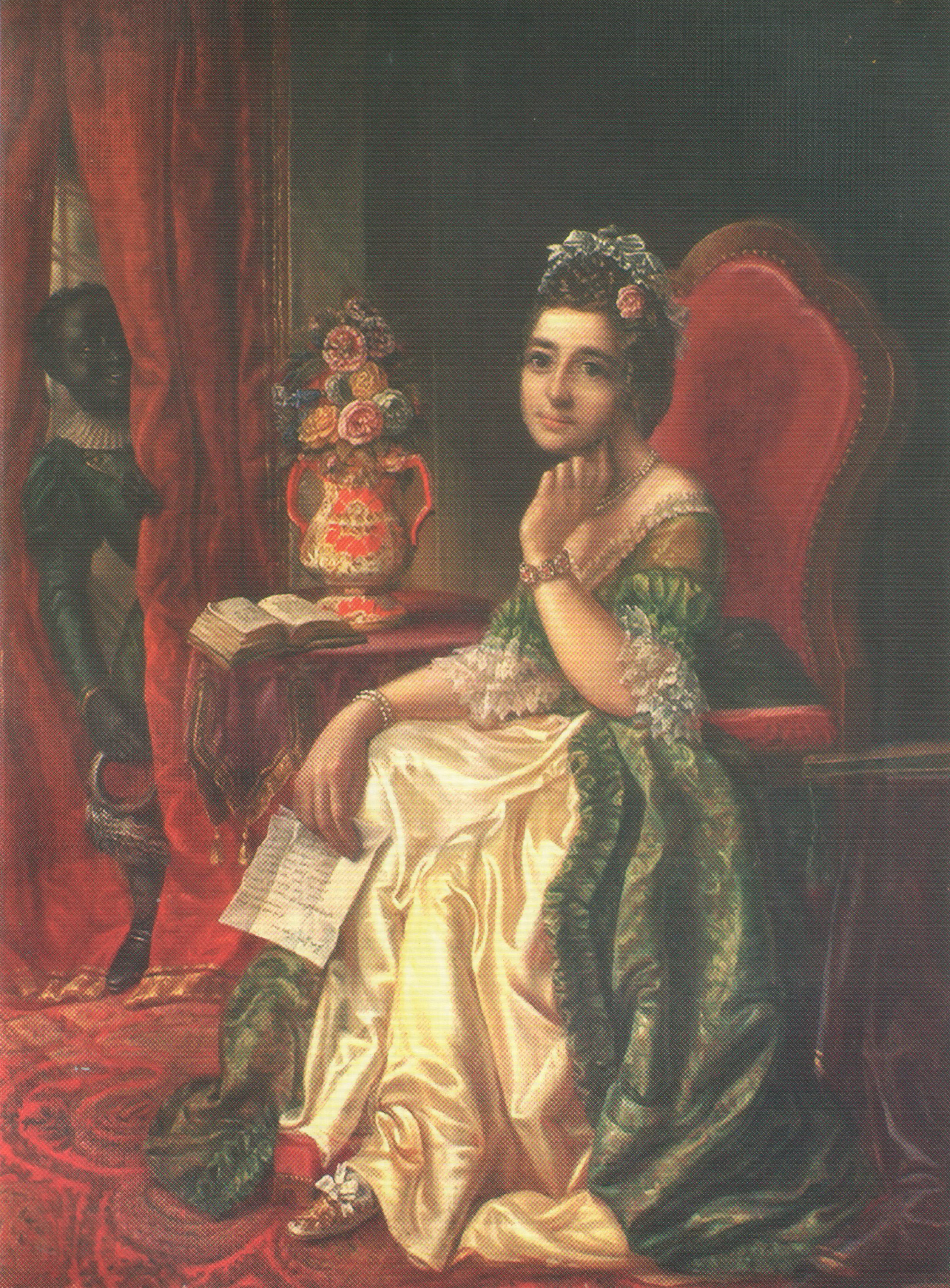
Mile vesti
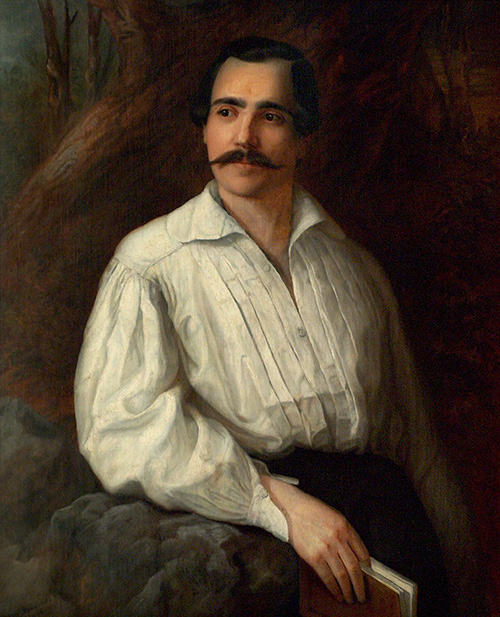

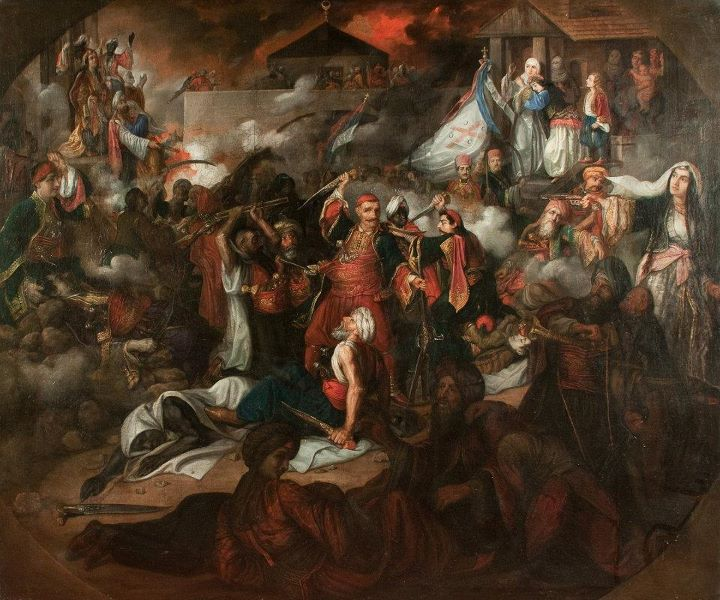
ベルグラード解放
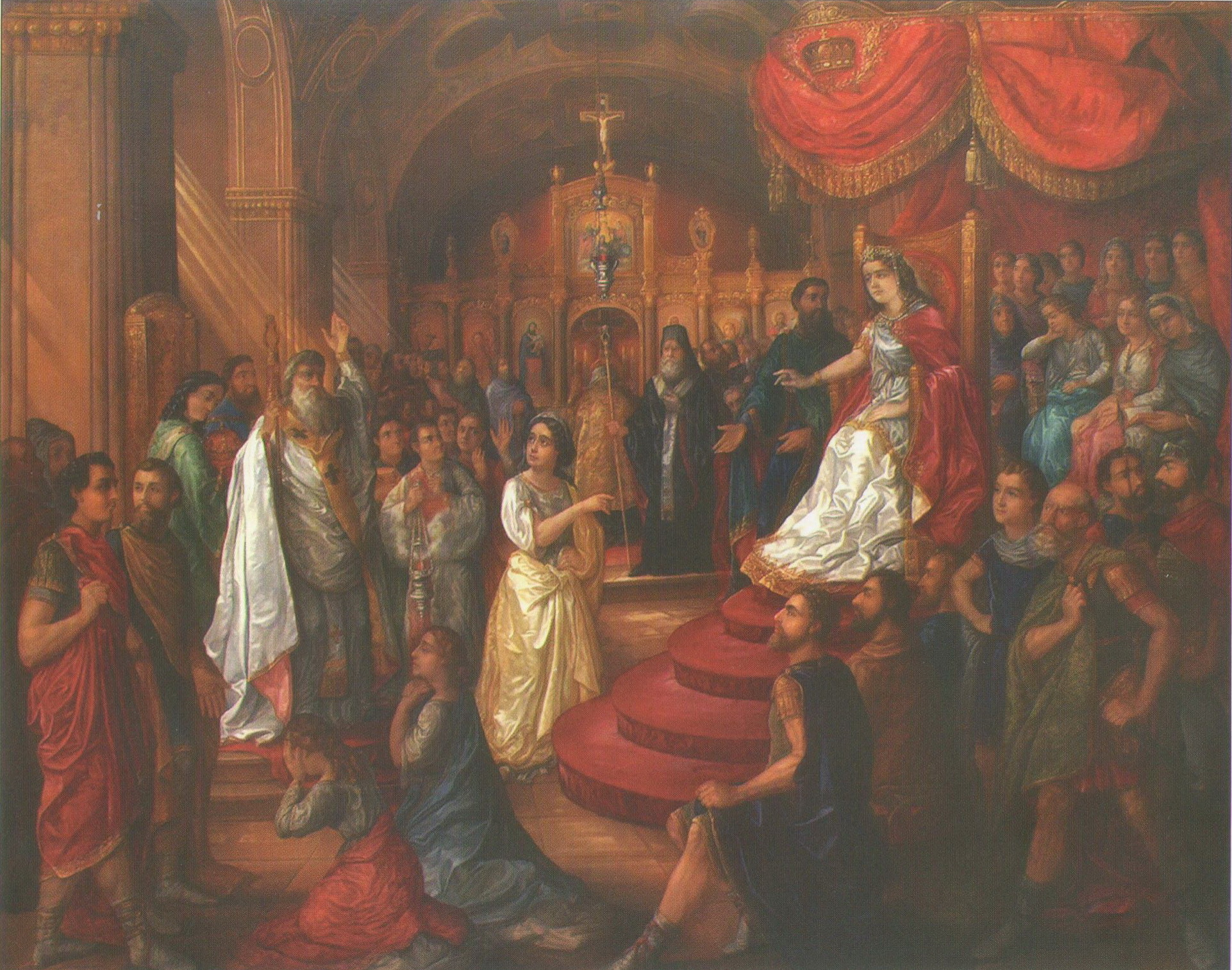
贅沢を咎めるコンスタンティノープル総主教